# Carl Fredrik Plagemann

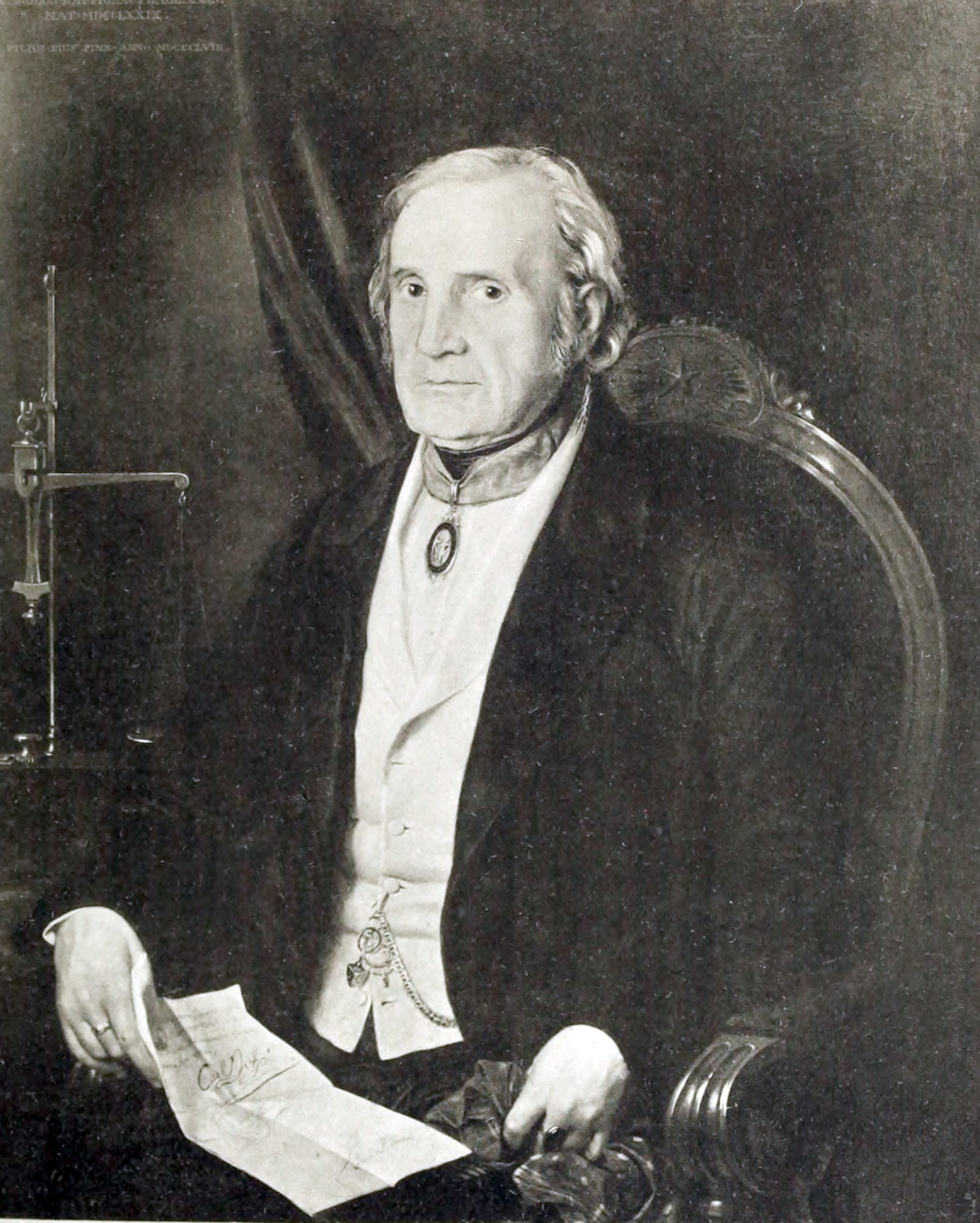
Carl Johan Fredrik Plagemann. Oljemålning 1858.

Carl Johan Fredrik "Fritz" Plagemann, född den 3 maj 1779 i  Tyska Sankta Gertruds församling, Stockholm, död  3 januari 1864 i Adolf Fredriks församling, Stockholm, var en svensk farmaceut. Han var far till historiemålaren Carl Gustaf Plagemann, bror till konstnären Augusta Plagemann och farbror till marinmålaren Arnold Plagemann.

## Biografi
Carl Johan Fredrik Plagemann var son till rektorn vid Tyska skolan Johan Joachim Fredrik Plagemann och Margareta Dorothea Lange. Efter studier vid Tyska skolan blev han 1795 elev vid apoteket i Karlstad, varpå han tjänstgjorde vid apoteken Ugglan och Enhörningen i Stockholm. År 1803 tog han apotekarexamen.
Plagemann innehade 1803–1812 apoteket i Södertälje, varmed han förenade en fabrik för kemiska preparat. År 1812 flyttade han denna till Bergsunds bruks ägor i Stockholm samt verkade under de närmast följande åren och sedan han i Uppsala avlagt studentexamen dels som biträde vid föreläsningar, som hölls av Berzelius och Sefström, dels som självständig föreläsare i experimentalkemi och farmaci. 
År 1817 öppnade han med vederbörligt tillstånd ett för övre Norrmalm avsett apotek, "Nordstjärnan", kallat "instruktionsapotek", emedan Plagemann ålades att vid detsamma, då han därom anlitades, meddela farmacie studerande nödvändig praktisk undervisning. År 1826 förordnades han till ständig examinator i provisors- och apotekarexamina samt erhöll 1831 assessors namn heder och värdighet. 
Efter att 1831 ha bortarrenderat sitt apotek mottog han 1833 av "Norrlands välgörare", grosshandlaren Carl Fredrik Liljevalch i Stockholm, uppdrag att i Skellefteå anlägga en kemisk-teknisk fabrik för tillgodogörande av grankåda, varefter han i flera år, på uppdrag av regeringen, meddelade allmogen i Norrland och Dalarna undervisning i tillverkning av bland annat pottaska. Också utfördes 1834–1840 från de norra provinserna denna vara till ett värde av 534 547 kronor. 
År 1843 utnämndes Plagemann till direktör för salpetersjuderiverket i Norrland och bodde därefter en följd av år i Umeå, där han tillsammans med sonen, konditorn Fredrik, grundade stadens teatersällskap, "Thalia". Sedan 1856 var Plagemann åter bosatt i Stockholm.
Plageman var gift med två systrar från Folkärna, Hedvig Charlotta och Eva Sophia Åslund, döttrar till organisten Anders Åslund och Eva Charlotta Carlman.